# Llanternó

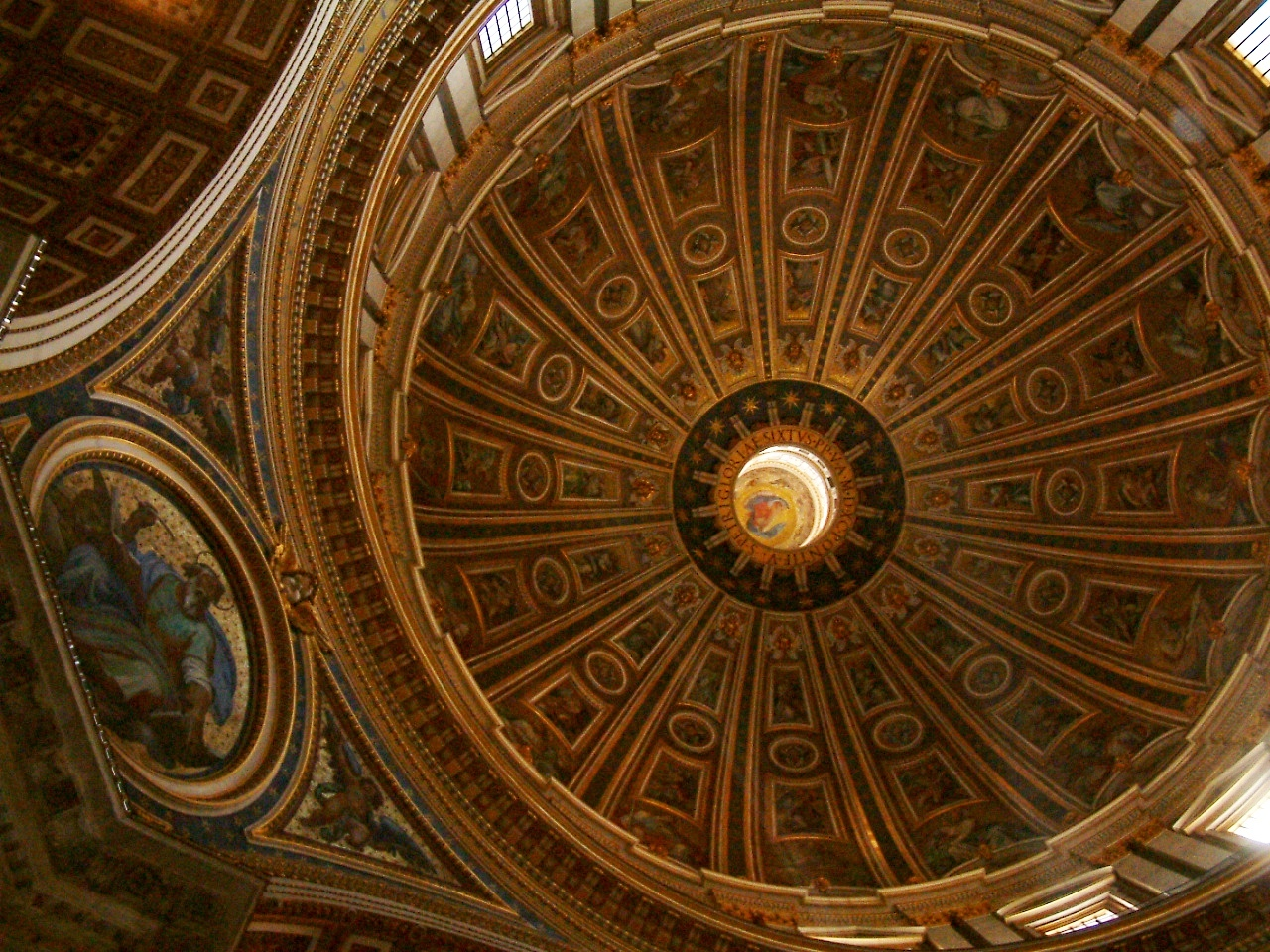
Sant Pere i Sant Pau a Roma. Interior de la cúpula i obertura del llanternó.

Un llanternó o llanterna és un tipus de torreta oberta pels costats circular o quadrada, present en el terrat d'un edifici i generalment sobre una volta, o cúpula. Equipada amb finestres i vidrieres, posada sobre un edifici per a aclarir l'interior prop del sostre.

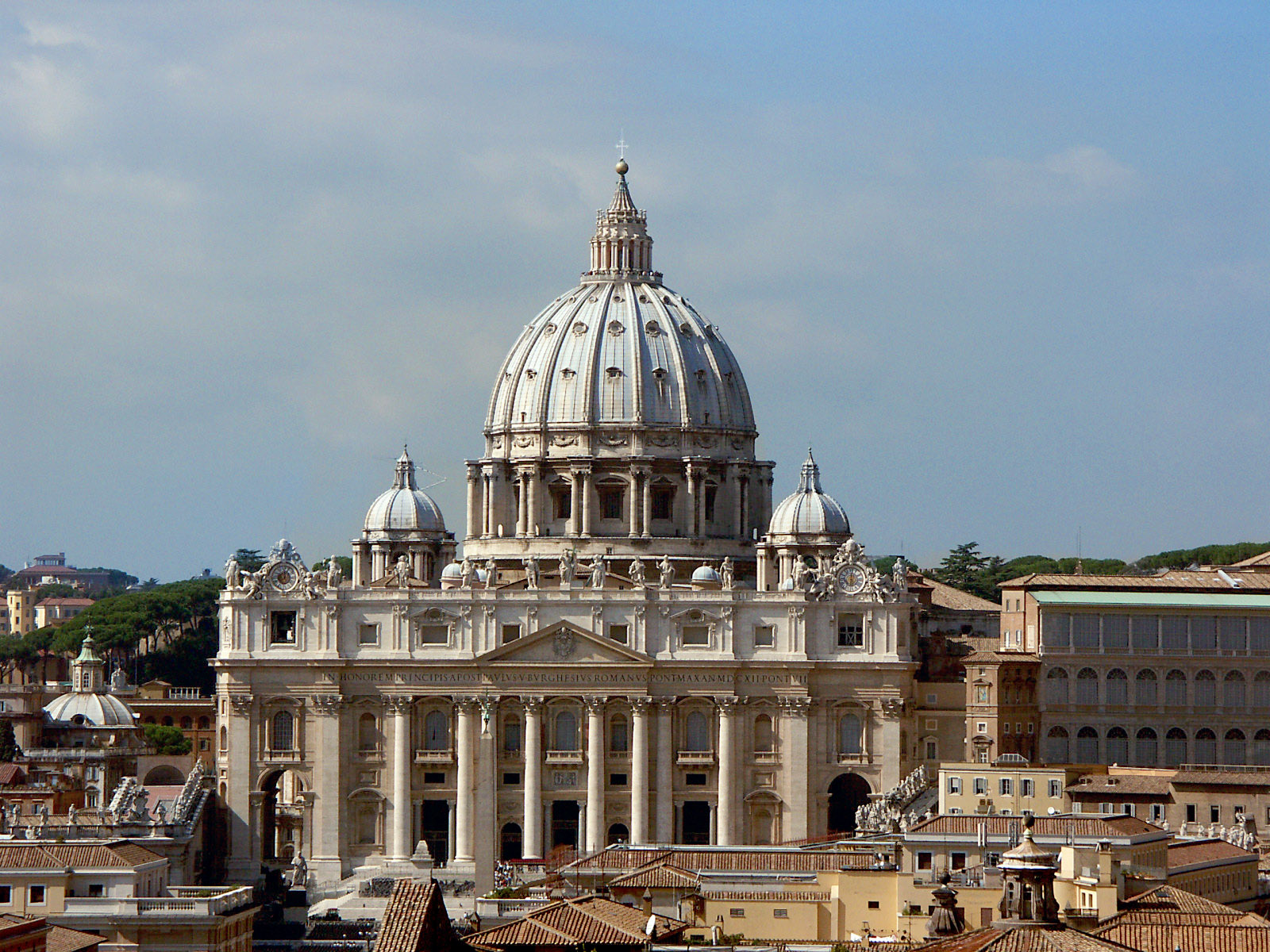
Sant Pere i Sant Pau a Roma. Vista exterior de les tres cúpules amb llanternons.
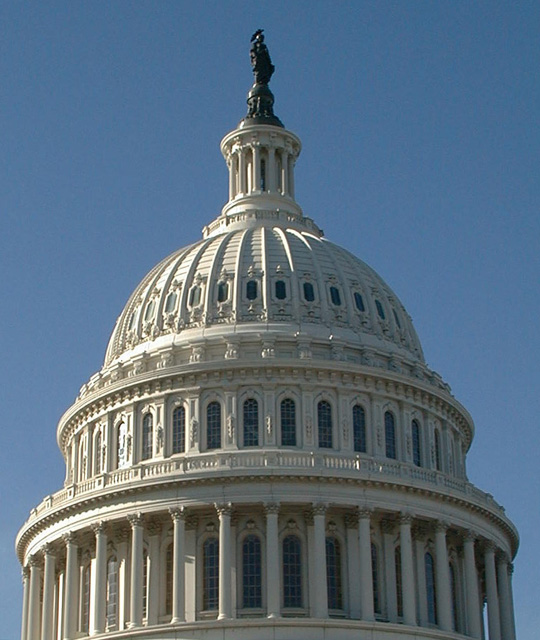
Cúpula i llanternó de l'edifici del capitoli de Washington DC
Restauració del llanternó del Duomo de Florència